# Frank Hornby

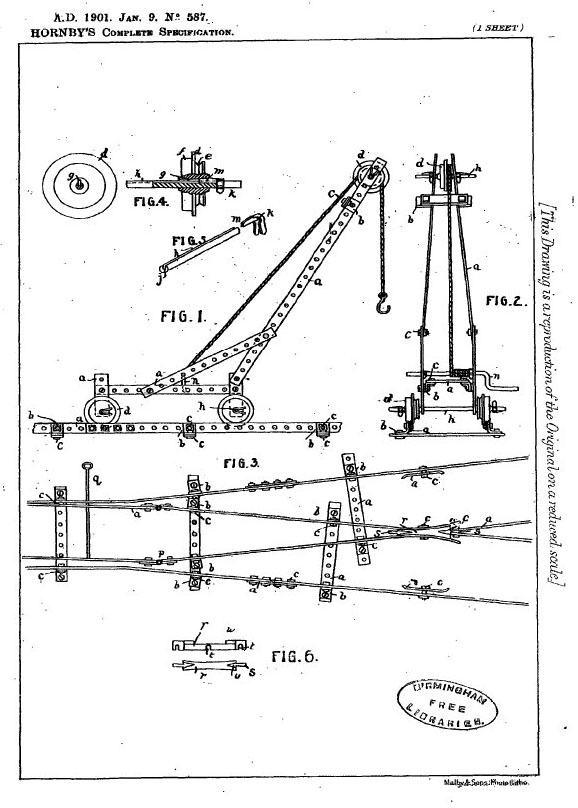
Frank Hornbys patent 1901 för vad som blev Meccano

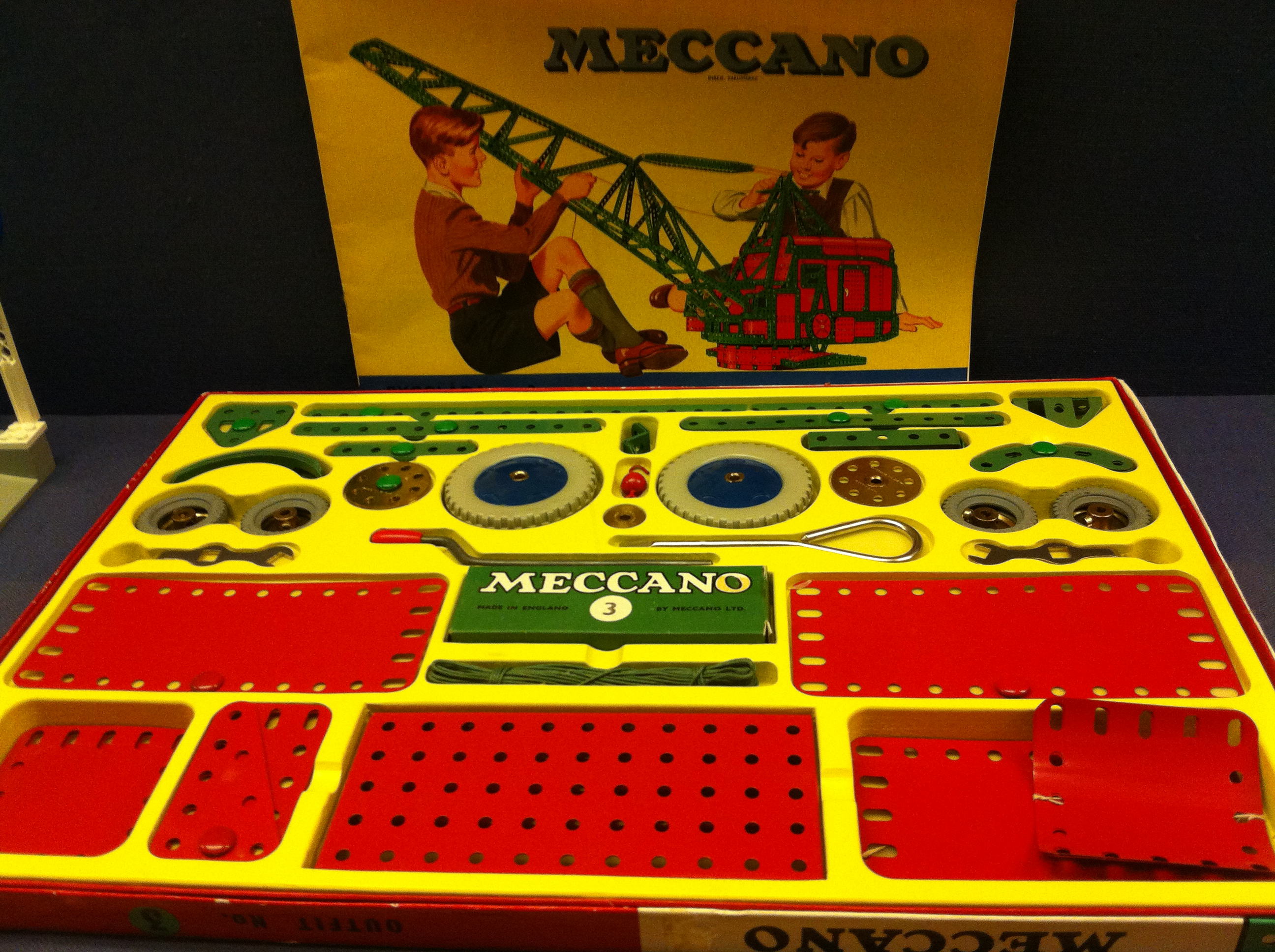
Meccanolåda

Frank Hornby, född 15 maj 1863 i Liverpool, Storbritannien, död 21 september 1936 i Liverpool, var en brittisk uppfinnare, företagare och politiker. Han var en pionjär inom leksakstillverkning och utvecklade tre av 1900-talets populäraste produkter på leksaksmarknaden: Meccano, Hornby Railways och Dinky Toys. 
Frank Hornby var revisor. Han uppfann Meccano efter ha önskat att bygga egna leksaker åt sina två söner. Han byggde modeller av broar och fordon, konstruerade av plåtbitar som han kapat, böjt och format manuellt. Han utvecklade tanke på att göra leksaker som kunde monteras isär, när man tröttnade på dem. Frank Hornby utvecklade ett system med standardiserade metallbitar på 2,5, 5,5 och 12,5 tum, i vilka han borrade hål med regelbundna avstånd. Metallbitarna kunde sedan monteras ihop i vilka konfigurationer med skruvar och muttrar. Han lät patentera idén, som han benämnde "Mechanics Made Easy – An Adaptable Mechanical Toy". De första byggsatserna med 16 metallbitar började säljas 1902, när Hornby var 39 år gammal. 
Han var också politiskt engagerad som parlamentsledamot i Storbritannien 1931–1935.
Frank Hornbys patent är i väsentliga delar nästan identiskt med Gustav Lilienthals patent Modellbaukasten 1888.